# Bàsquet als Jocs Olímpics d'estiu de 1936
Als Jocs Olímpics d'Estiu de 1936 celebrats a la ciutat de Berlín (Alemanya) es disputà, per primer cop en uns Jocs Olímpics d'Estiu, una competició de bàsquet en categoria masculina de forma oficial. Anteriorment aquest esport havia format part del programa olímpic com a esport de demostració en els Jocs Olímpics d'Estiu de 1904. La competició se celebrà entre els dies 7 i 14 d'agost de 1936 en una pista situada a l'aire lliure.

## Comitès participants
Hi participaren un total de 199 jugadors de bàsquet de 21 comitès nacionals diferents:
| - Alemanya (10/14) - Bèlgica (8/14) - Brasil (8/10) - Canadà (9/14) - Egipte (7/10) - Estats Units (14/14) - Estònia (8/11) - Filipines (9/12) - França (11/14) - Itàlia (13/14) - Japó (8/11) | - Letònia (7/11) - Mèxic (11/11) - Perú (9/13) - Polònia (10/14) - Suïssa (8/13) - Turquia (8/10) - Txecoslovàquia (12/12) - Uruguai (9/13) - Xile (7/11) - Xina (13/14) |

## Resum de medalles
| Prova           | Or | Argent | Bronze |
| Bàsquet masculí | Estats UnitsSam Balter · Ralph Bishop · Joe Fortenberry · Tex Gibbons · Francis Johnson · Carl Knowles · Frank Lubin · Art Mollner · Donald Piper · Jack Ragland · Willard Schmidt · Carl Shy · Duane Swanson · Bill Wheatley | Canadà Gordon Aitchison · Ian Allison · Art Chapman · Chuck Chapman · Edward Dawson · Irving Meretsky · Doug Peden · James Stewart · Malcolm Wiseman | Mèxic Carlos Borja · Hugo Borja · Rodolfo Choperena · Luis de la Vega · Raúl Fernández · Andrés Gómez · Silvio Hernández · Francisco Martínez · Jesús Olmos · José Pamplona · Greer Skousen |

## Resultats

### Primera ronda
Els guanyadors accedeixen a la segona ronda i els perdedors realitzen una ronda de consolació per accedir a la segona ronda:
- Estònia derrota  França, 34-29
- Xile derrota  Turquia, 30-16
- Suïssa derrota  Alemanya, 25-18
- Itàlia derrota  Polònia, 44-28
- Perú derrota  Egipte, 35-22
- Letònia derrota  Uruguai, 20-17
- Brasil derrota  Canadà, 24-17
- Japó derrota  Xina, 35-19
- Mèxic derrota  Bèlgica, 32-9
- Estats Units accedeix a la segona ronda per la renúncia d' Espanya
- Txecoslovàquia accedeix a la segona ronda per la renúncia d' Hongria
- Filipines passa directament a la segona ronda

### Primera ronda de consolació
- Uruguai derrota  Bèlgica, 17-10
- Xina derrota  França, 45-38
- Egipte derrota  Turquia, 33-23
- Canadà accedeix a la segona ronda per la renúncia de  Hongria
- Alemanya accedeix a la segona ronda per la renúncia de  Espanya
- Polònia passa directament a la segona ronda

### Segona ronda
Els guanyadors accedeixen directament als vuitens de final, els perdedors realitzen una nova ronda de consolació.
- Filipines derrota  Mèxic, 32-30
- Japó derrota  Polònia, 43-31
- Uruguai derrota  Egipte, 36-23
- Perú derrota la  Xina, 29-21
- Estats Units derrota  Estònia, 52-28
- Itàlia derrota  Alemanya, 58-16
- Suïssa derrota  Txecoslovàquia, 25-12
- Xile derrota  Brasil, 23-18
- Canadà derrota  Letònia, 34-23

### Segona ronda de consolació
- Polònia derrota  Letònia, 28-23
- Brasil derrota  Xina, 32-14
- Mèxic derrota  Egipte, 32-10
- Txecoslovàquia derrota  Alemanya, 20-0
- Estònia passa directament

### Vuitens de final
|  | Vuitens de final | Vuitens de final | Vuitens de final |    |         | Quarts de final | Quarts de final | Quarts de final |    |  | Semifinals | Semifinals | Semifinals   |    |  | Final | Final | Final |
|  |                  |                  |                  |    |         |                 |                 |                 |    |  |            |            |              |    |  |       |       |       |
|  |                  | Estats Units     | bye              |    |         |                 |                 |                 |    |  |            |            |              |    |  |       |       |       |
|  |                  |                  |                  |    |         |                 |                 |                 |    |  |            |            |              |    |  |       |       |       |
|  |                  |                  | Estats Units     | 56 |         |                 |                 |                 |    |  |            |            |              |    |  |       |       |       |
|  |                  |                  |                  | 56 |         |                 |                 |                 |    |  |            |            |              |    |  |       |       |       |
|  |                  |                  | Filipines        | 23 |         |                 |                 |                 |    |  |            |            |              |    |  |       |       |       |
|  |                  | Filipines        | Filipines        | 23 | 39      |                 |                 |                 |    |  |            |            |              |    |  |       |       |       |
|  |                  | Filipines        |                  |    | 39      |                 |                 |                 |    |  |            |            |              |    |  |       |       |       |
|  |                  | Estònia          | 22               |    |         |                 |                 |                 |    |  |            |            |              |    |  |       |       |       |
|  |                  |                  |                  |    |         |                 |                 | Estats Units    | 25 |  |            |            |              |    |  |       |       |       |
|  |                  |                  |                  |    |         |                 |                 |                 | 25 |  |            |            |              |    |  |       |       |       |
|  |                  |                  | Mèxic            | 10 |         |                 |                 |                 |    |  |            |            |              |    |  |       |       |       |
|  |                  | Itàlia           | Mèxic            | 10 | 27      |                 |                 |                 |    |  |            |            |              |    |  |       |       |       |
|  |                  | Itàlia           |                  |    | 27      |                 |                 |                 |    |  |            |            |              |    |  |       |       |       |
|  |                  | Xile             | 19               |    |         |                 |                 |                 |    |  |            |            |              |    |  |       |       |       |
|  |                  | Xile             | 19               |    | Itàlia  | 17              |                 |                 |    |  |            |            |              |    |  |       |       |       |
|  |                  |                  |                  |    | Itàlia  | 17              |                 |                 |    |  |            |            |              |    |  |       |       |       |
|  |                  |                  | Mèxic            | 34 |         |                 |                 |                 |    |  |            |            |              |    |  |       |       |       |
|  |                  | Mèxic            | Mèxic            | 34 | 28      |                 |                 |                 |    |  |            |            |              |    |  |       |       |       |
|  |                  | Mèxic            |                  |    | 28      |                 |                 |                 |    |  |            |            |              |    |  |       |       |       |
|  |                  | Japó             | 22               |    |         |                 |                 |                 |    |  |            |            |              |    |  |       |       |       |
|  |                  |                  |                  |    |         |                 |                 |                 |    |  |            |            | Estats Units | 19 |  |       |       |       |
|  |                  |                  |                  |    |         |                 |                 |                 |    |  |            |            |              | 19 |  |       |       |       |
|  |                  |                  | Canadà           | 8  |         |                 |                 |                 |    |  |            |            |              |    |  |       |       |       |
|  |                  | Canadà           | Canadà           | 8  | 27      |                 |                 |                 |    |  |            |            |              |    |  |       |       |       |
|  |                  | Canadà           |                  |    | 27      |                 |                 |                 |    |  |            |            |              |    |  |       |       |       |
|  |                  | Suïssa           | 9                |    |         |                 |                 |                 |    |  |            |            |              |    |  |       |       |       |
|  |                  | Suïssa           | 9                |    | Canadà  | 41              |                 |                 |    |  |            |            |              |    |  |       |       |       |
|  |                  |                  |                  |    | Canadà  | 41              |                 |                 |    |  |            |            |              |    |  |       |       |       |
|  |                  |                  | Uruguai          | 21 |         |                 |                 |                 |    |  |            |            |              |    |  |       |       |       |
|  |                  | Uruguai          | Uruguai          | 21 | 28      |                 |                 |                 |    |  |            |            |              |    |  |       |       |       |
|  |                  | Uruguai          |                  |    | 28      |                 |                 |                 |    |  |            |            |              |    |  |       |       |       |
|  |                  | Txecoslovàquia   | 19               |    |         |                 |                 |                 |    |  |            |            |              |    |  |       |       |       |
|  |                  |                  |                  |    |         |                 |                 | Canadà          | 42 |  |            |            |              |    |  |       |       |       |
|  |                  |                  |                  |    |         |                 |                 |                 | 42 |  |            |            |              |    |  |       |       |       |
|  |                  |                  | Polònia          | 15 |         |                 |                 |                 |    |  |            |            |              |    |  |       |       |       |
|  |                  | Polònia          | Polònia          | 15 | 33      |                 |                 |                 |    |  |            |            |              |    |  |       |       |       |
|  |                  | Polònia          |                  |    | 33      |                 |                 |                 |    |  |            |            |              |    |  |       |       |       |
|  |                  | Brasil           | 25               |    |         |                 |                 |                 |    |  |            |            |              |    |  |       |       |       |
|  |                  | Brasil           | 25               |    | Polònia | 2               |                 |                 |    |  |            |            |              |    |  |       |       |       |
|  |                  |                  |                  |    | Polònia | 2               |                 |                 |    |  |            |            |              |    |  |       |       |       |
|  |                  |                  | Perú             | 0  |         |                 |                 |                 |    |  |            |            |              |    |  |       |       |       |
|  |                  | Perú             | Perú             | 0  | bye     |                 |                 |                 |    |  |            |            |              |    |  |       |       |       |
|  |                  | Perú             |                  |    | bye     |                 |                 |                 |    |  |            |            |              |    |  |       |       |       |
|  |                  |                  |                  |    |         |                 |                 |                 |    |  |            |            |              |    |  |       |       |       |